# Gianfranco Conti Persini
Gianfranco Conti Persini (Menaggio, 22 luglio 1927 – Roma, 17 aprile 2001) è stato un politico italiano.

## Biografia
Presidente della Federazione italiana della caccia, è stato anche presidente del Consiglio regionale lombardo di Federcaccia e dal 1989 vicepresidente federale. Fu a lungo rappresentante italiano presso la Face (Federazione Europea delle Associazioni dei Cacciatori) e fu vice presidente. 
Politicamente impegnato nel Partito Socialista Democratico Italiano, fu sindaco di Argegno, suo comune di residenza, e assessore alla provincia di Como negli anni '70. Venne eletto al Senato della Repubblica nel 1979 e confermato nel 1983, assumendo l'incarico di sottosegretario di Stato al Ministero del lavoro e della previdenza sociale nei due governi Craxi. Conclude la propria esperienza parlamentare nel 1987.
Muore a 73 anni nell'aprile del 2001.